# Agonum viridicupreum
Agonum viridicupreum — вид жужелиц из подсемейства Platyninae.

## Описание
Жук длиной от 8 до 10 мм. Окраска изменчива: обычно переднеспинка медно-красная, надкрылья зелёные, реже бронзовые, иногда весь верх зелёный или бронзовый. Переднеспинка с металлическими, но явственными задними углами. Надкрылья у самца слабо блестящие, у самки матовые, третий промежуток с четырьмя-шестью небольшими точками.

## Экология
Живёт большей частью на лугах. Ведёт дневной образ жизни.